# Mínims coincidents alcistes
Mínims coincidents alcistes (en anglès: Bullish Matching Low) és un patró d'espelmes japoneses format per dues espelmes que indica un possible canvi de la tendència baixista; rep aquest nom perquè les dues espelmes negres que el formen tenen el mateix, o pràcticament, mínim.

## Criteri de reconeixement
1. La tendència prèvia és baixista
2. Es forma una gran espelma negra
3. Es forma una segona espelma, menor, que té el mateix mínim (o pràcticament) que l'anterior

## Explicació
En un context de tendència baixista les dues espelmes negres amb el mateix mínim suggereixen que hi ha un poderós suport on apareixen massivament les compres, fet que pot anticipar un possible canvi de tendència. En aquest escenari els bulls podrien començar a cobrir posicions o tancar-les, donant lloc al canvi.

## Factors importants
La fiabilitat d'aquest patró és mitjana i es suggereix confirmació en forma de gap alcista, trencament de tendència o formació d'una espelma blanca amb tancament superior.